# Specie di Encyclia
Elenco delle specie di Encyclia

## A
- Encyclia acutifolia Schltr.
- Encyclia adenocarpa (Lex.) Schltr.
- Encyclia adenocaula (Lex.) Schltr.

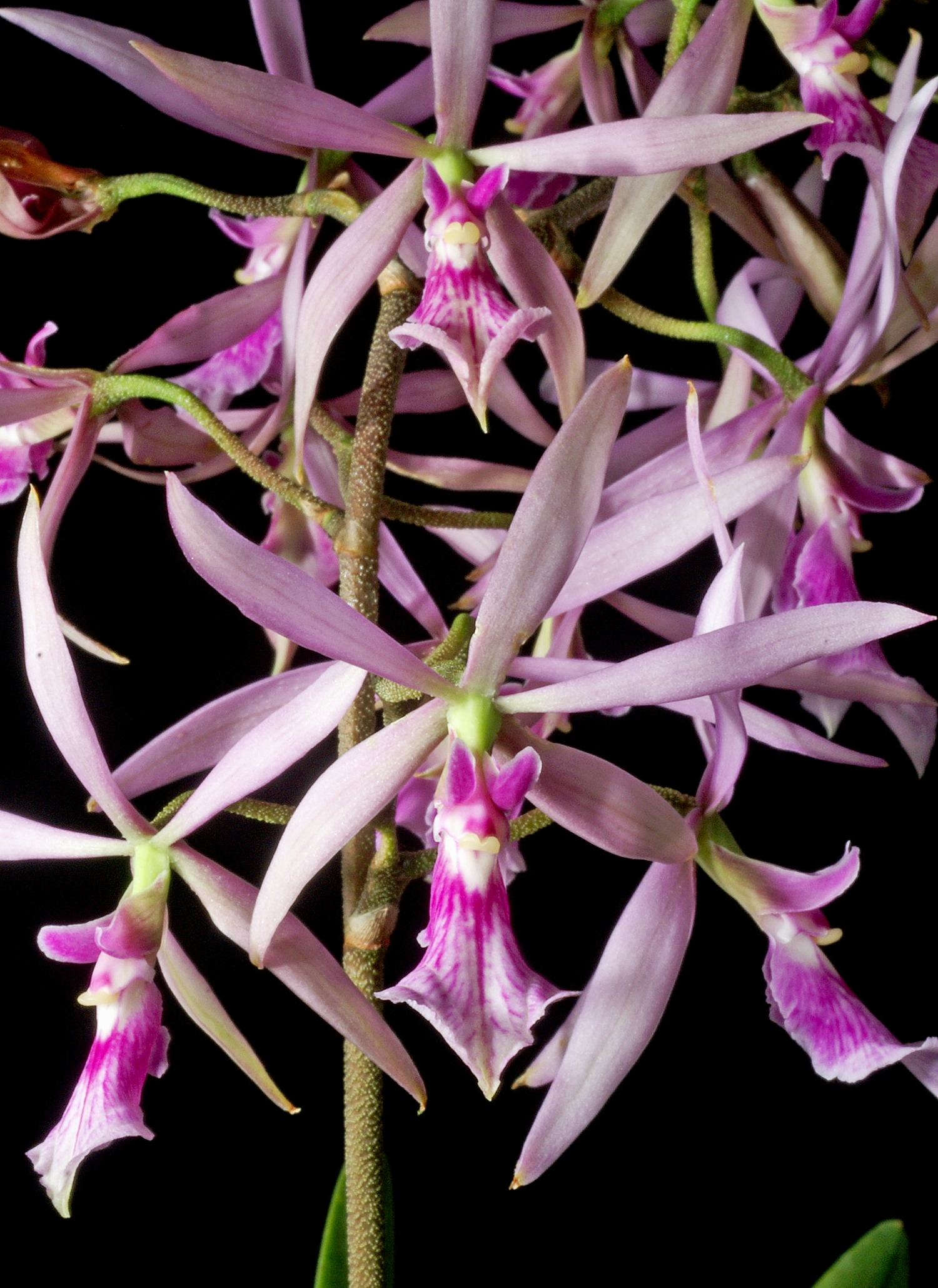
Encyclia adenocaula

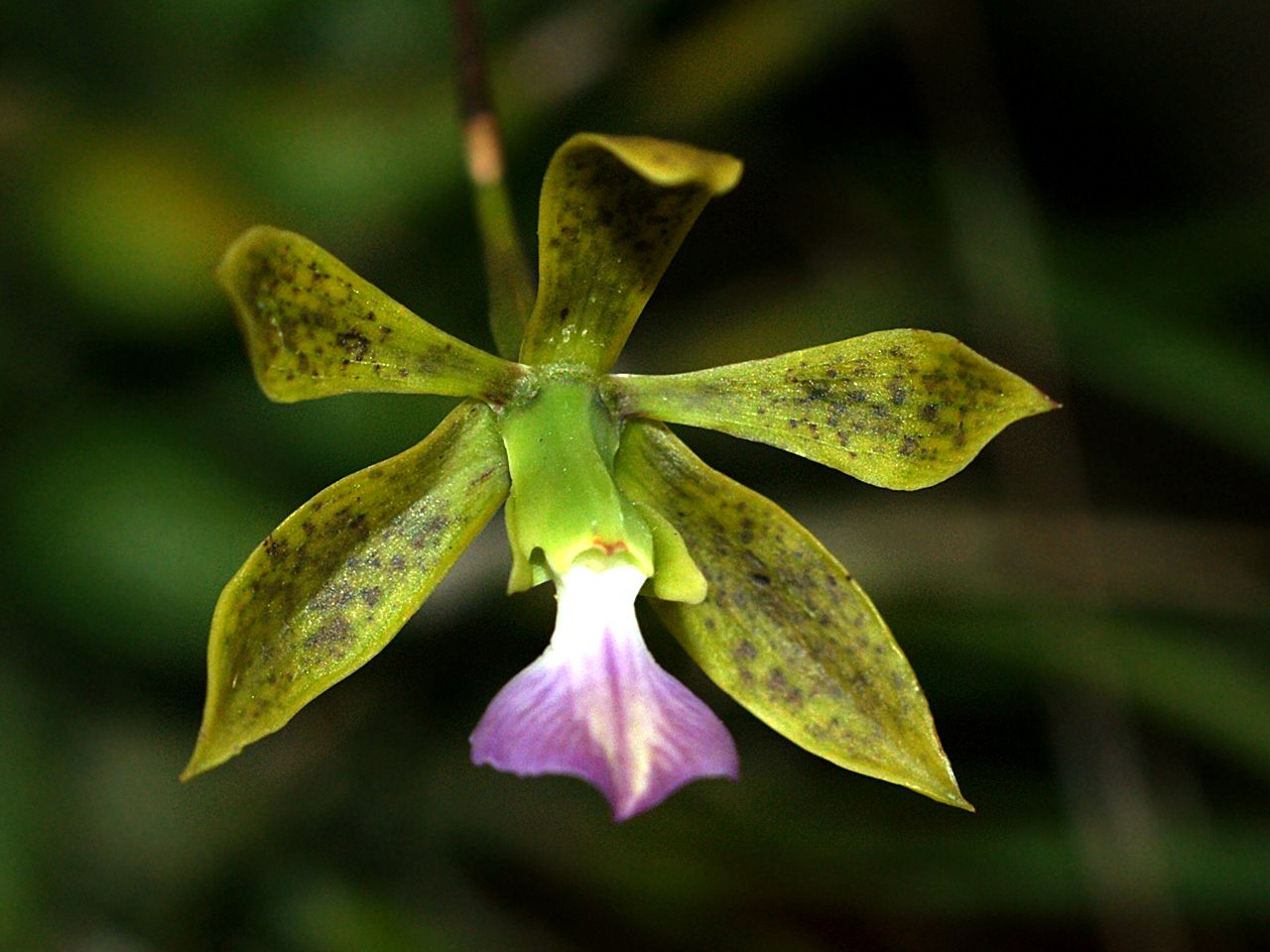
Encyclia bracteata

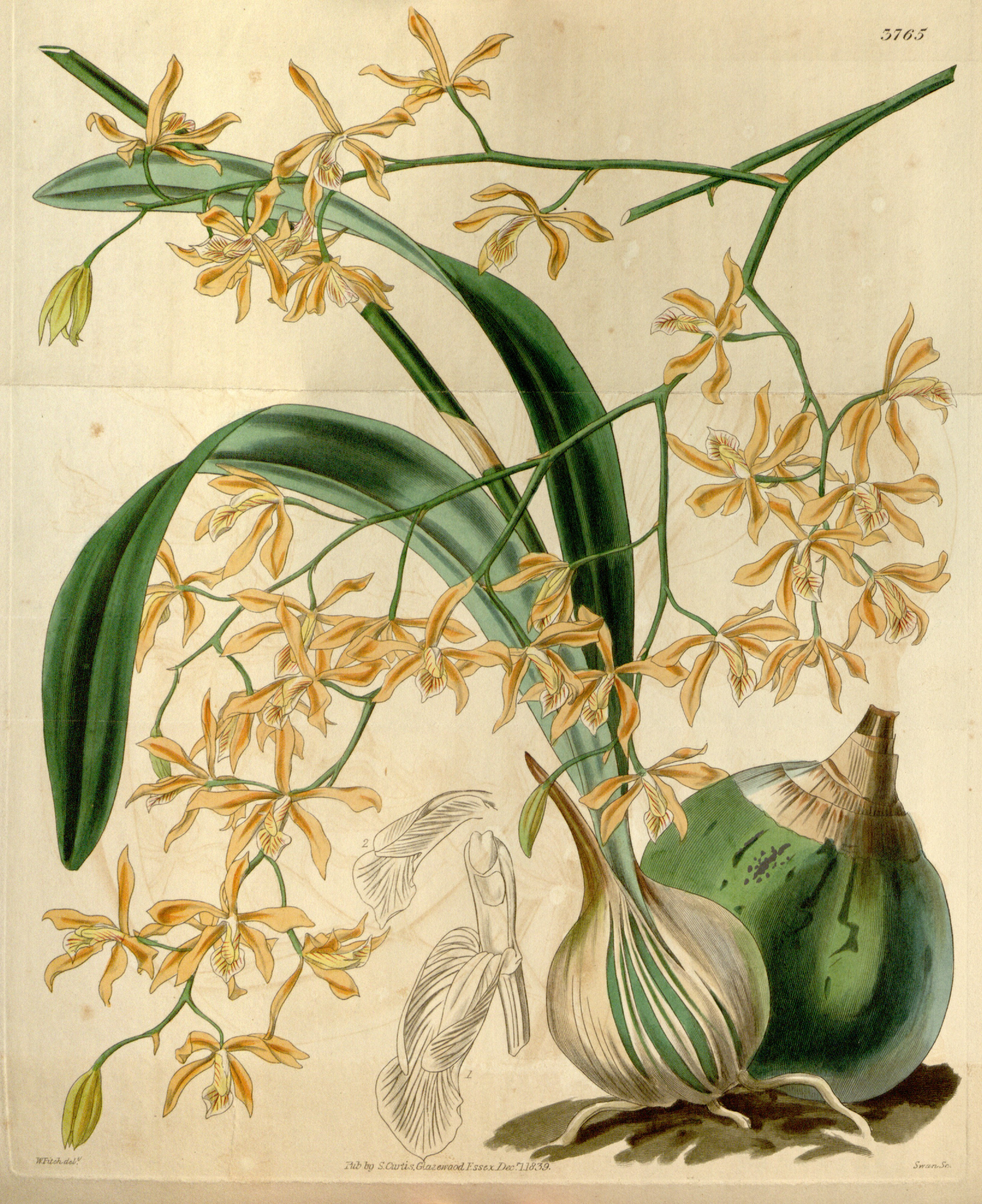
Encyclia candollei

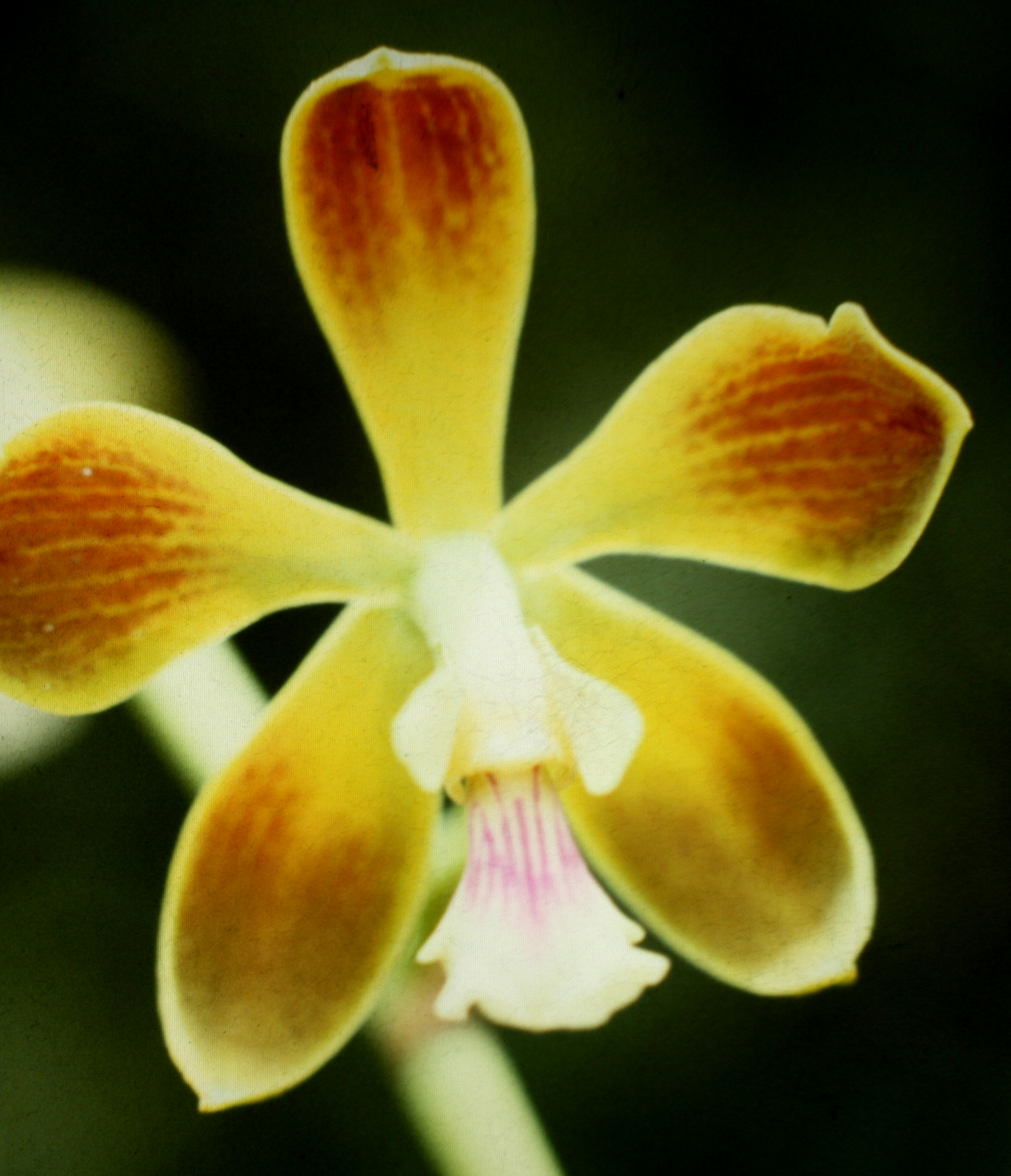
Encyclia diurna

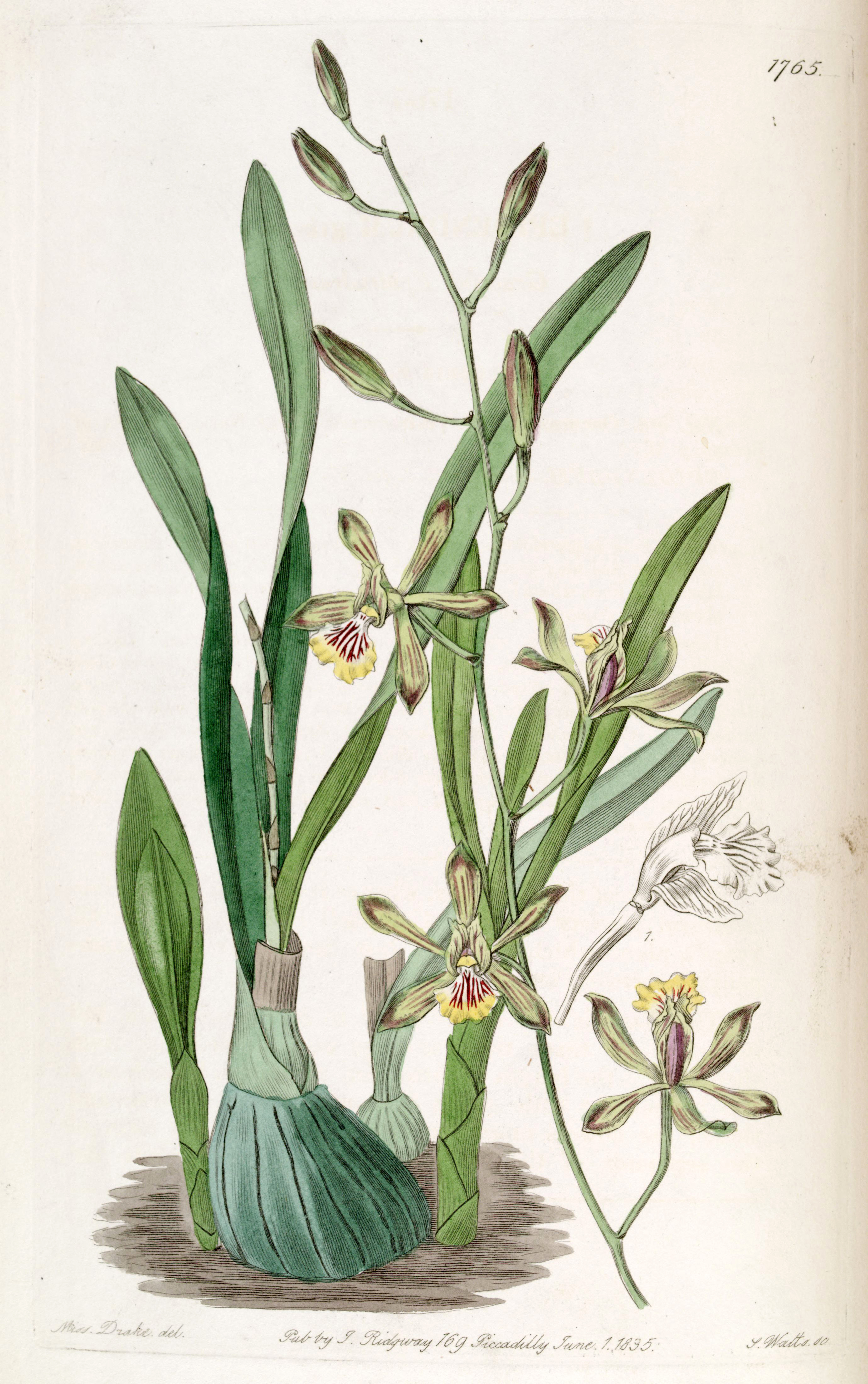
Encyclia × gracilis

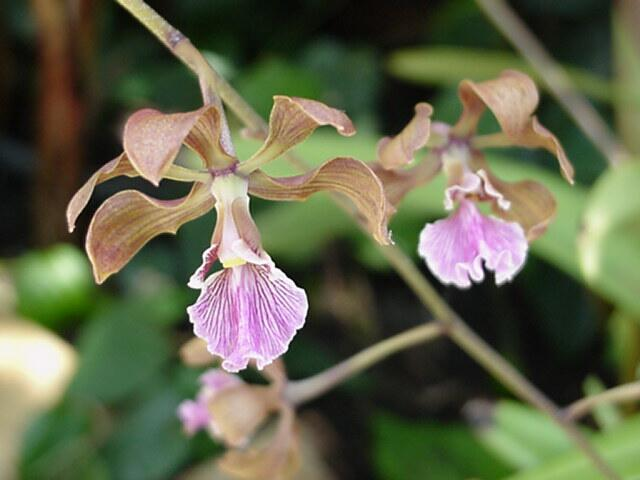
Encyclia hanburyi

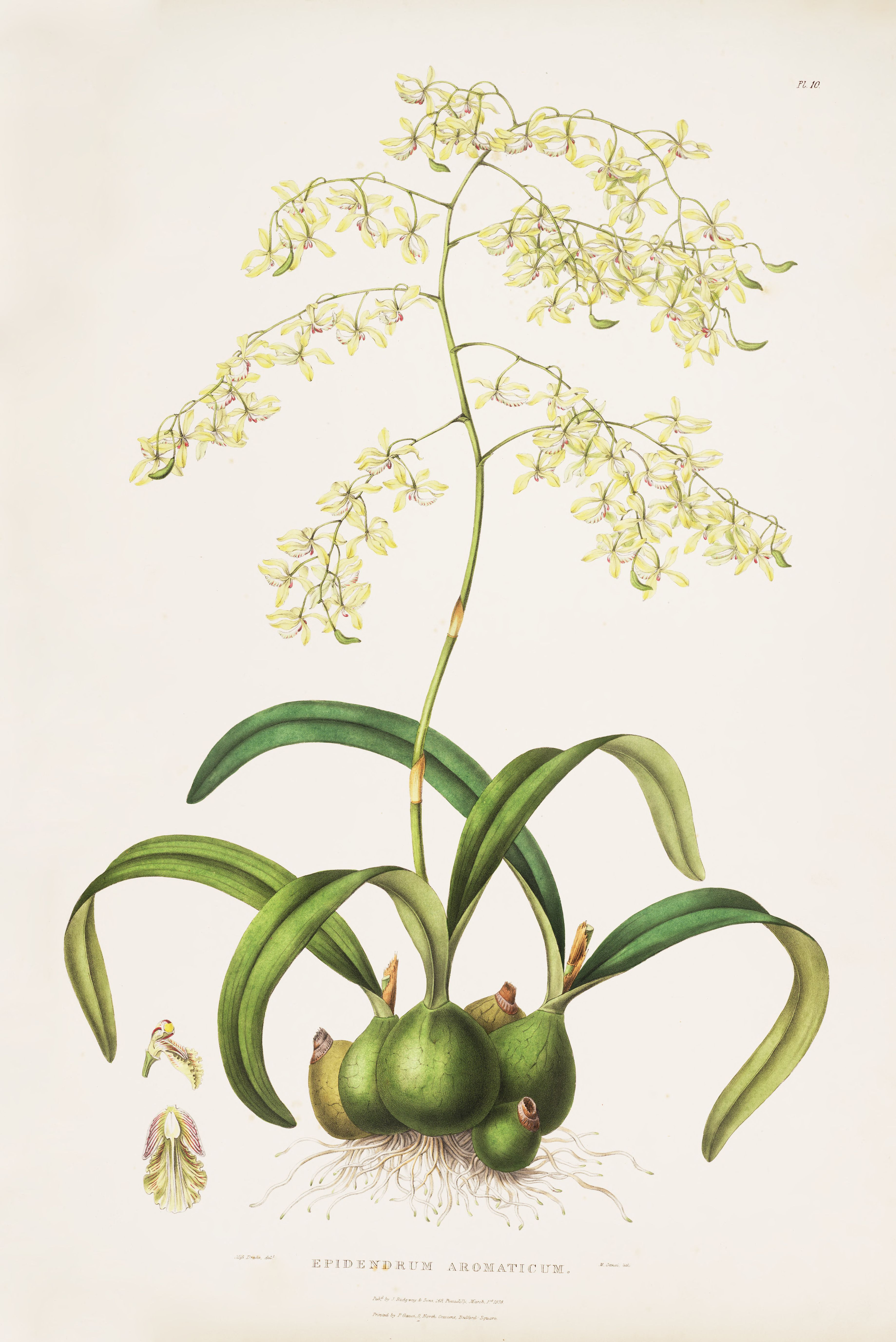
Encyclia incumbens

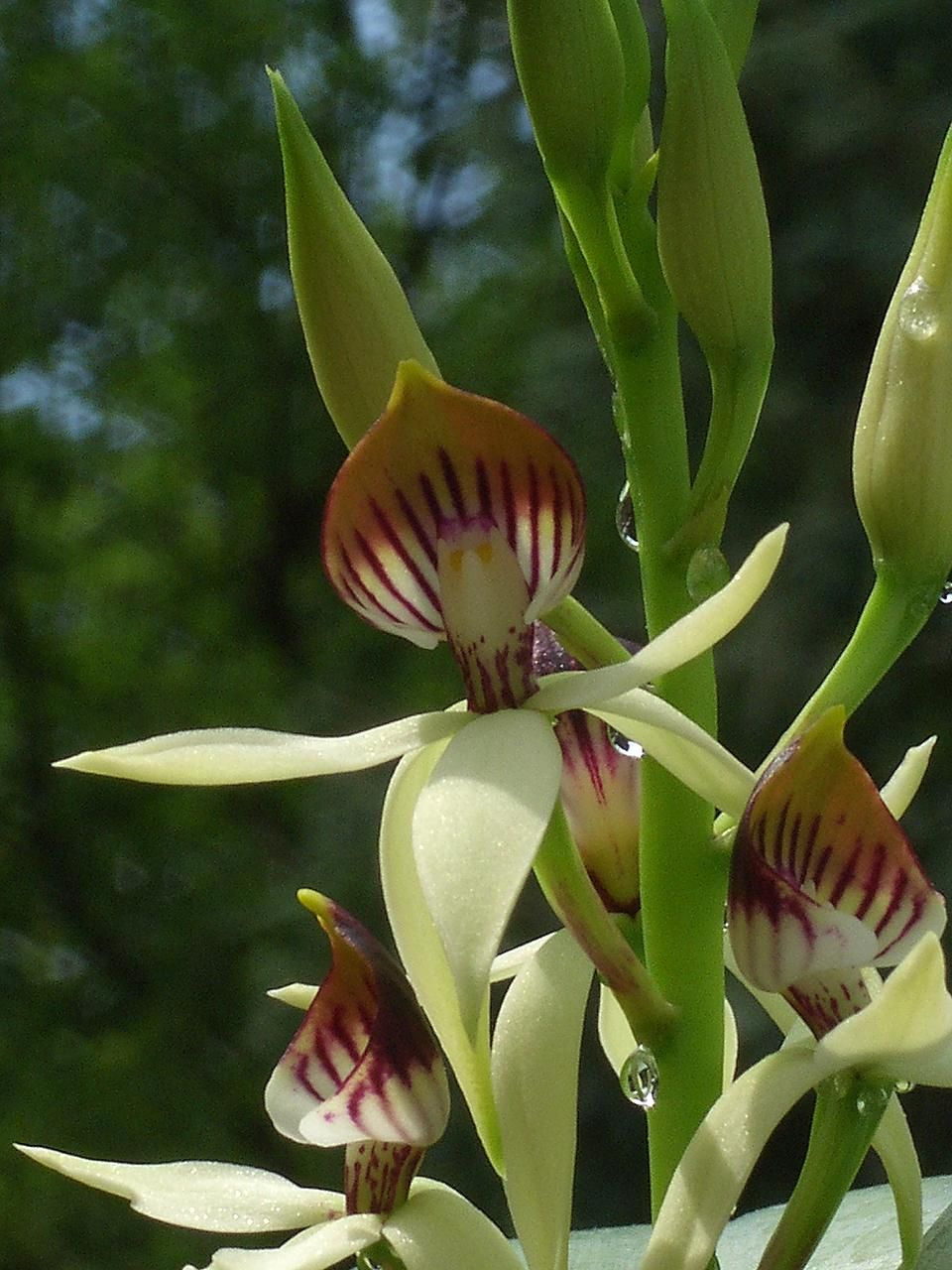
Encyclia lancifolia

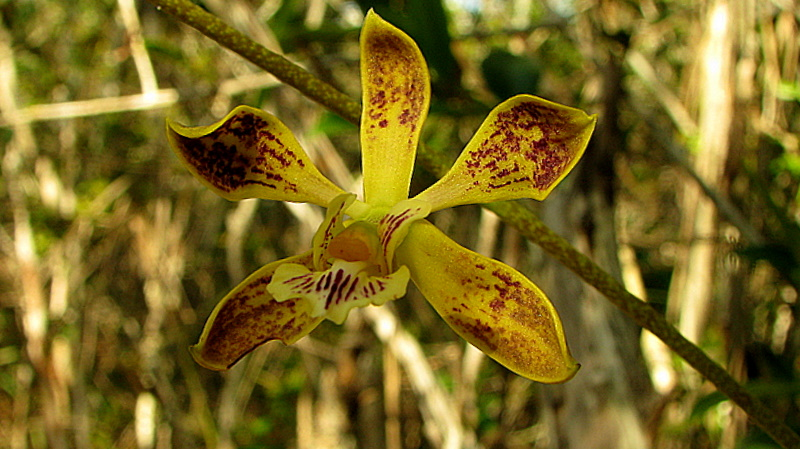
Encyclia oncidioides

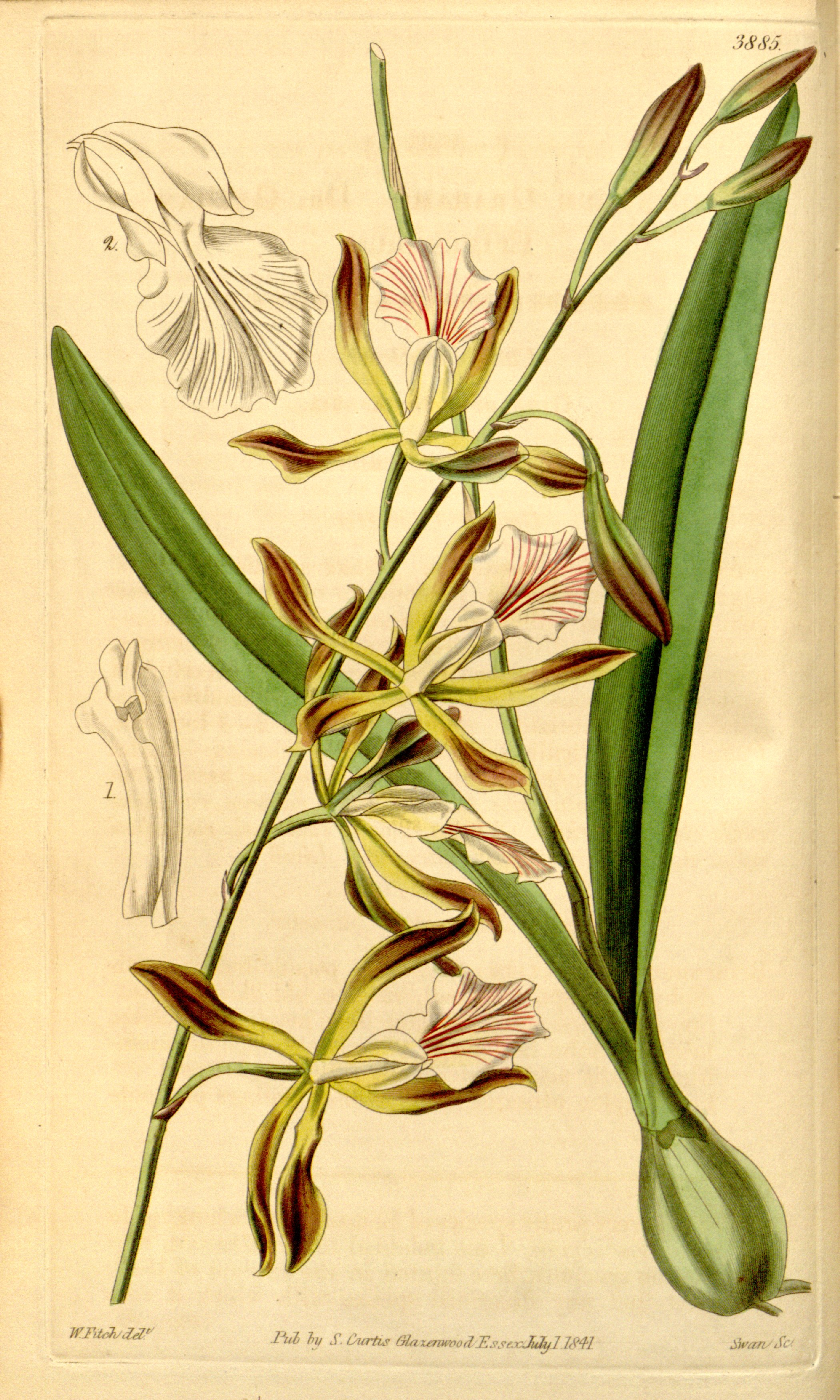
Encyclia phoenicea

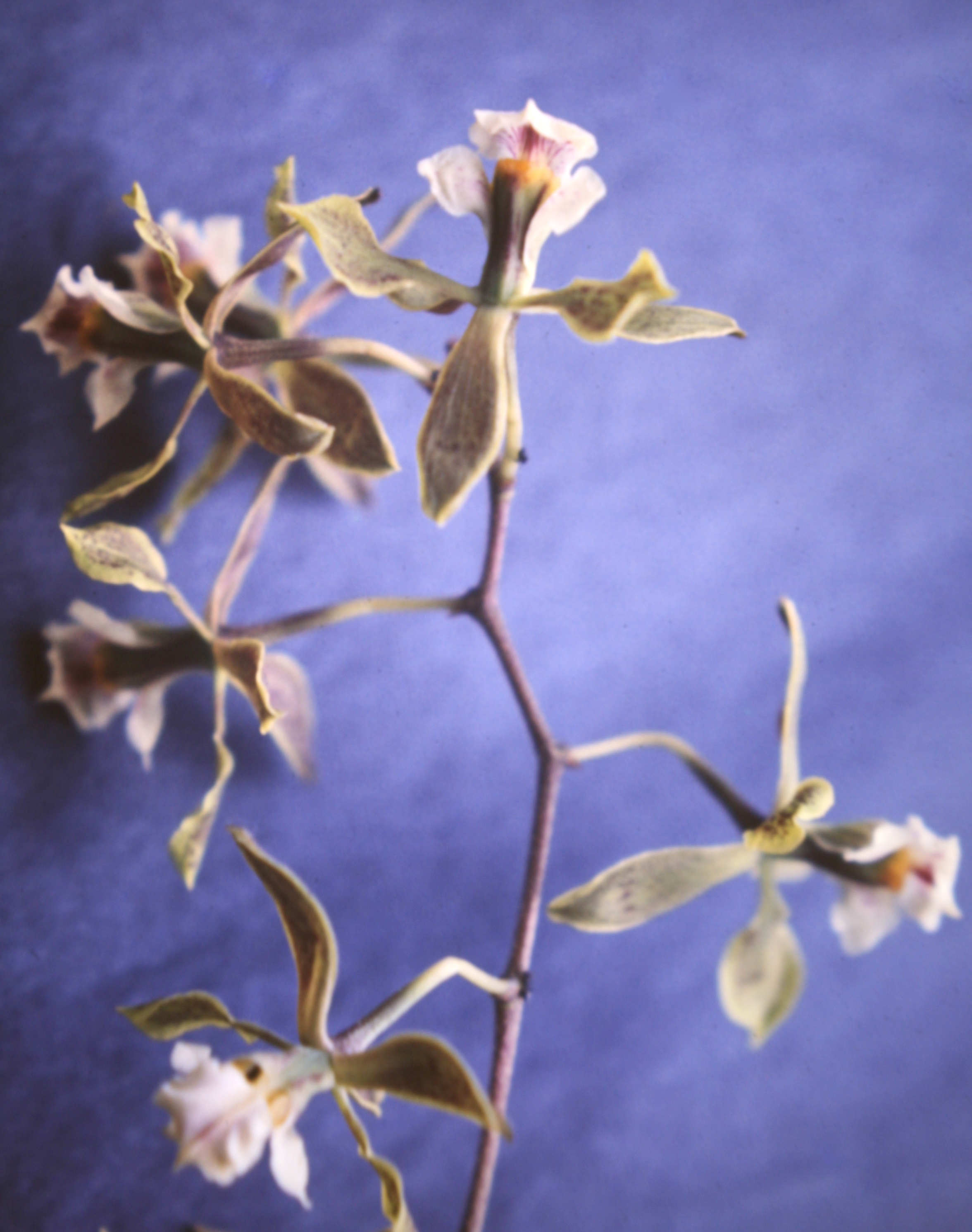
Encyclia selligera

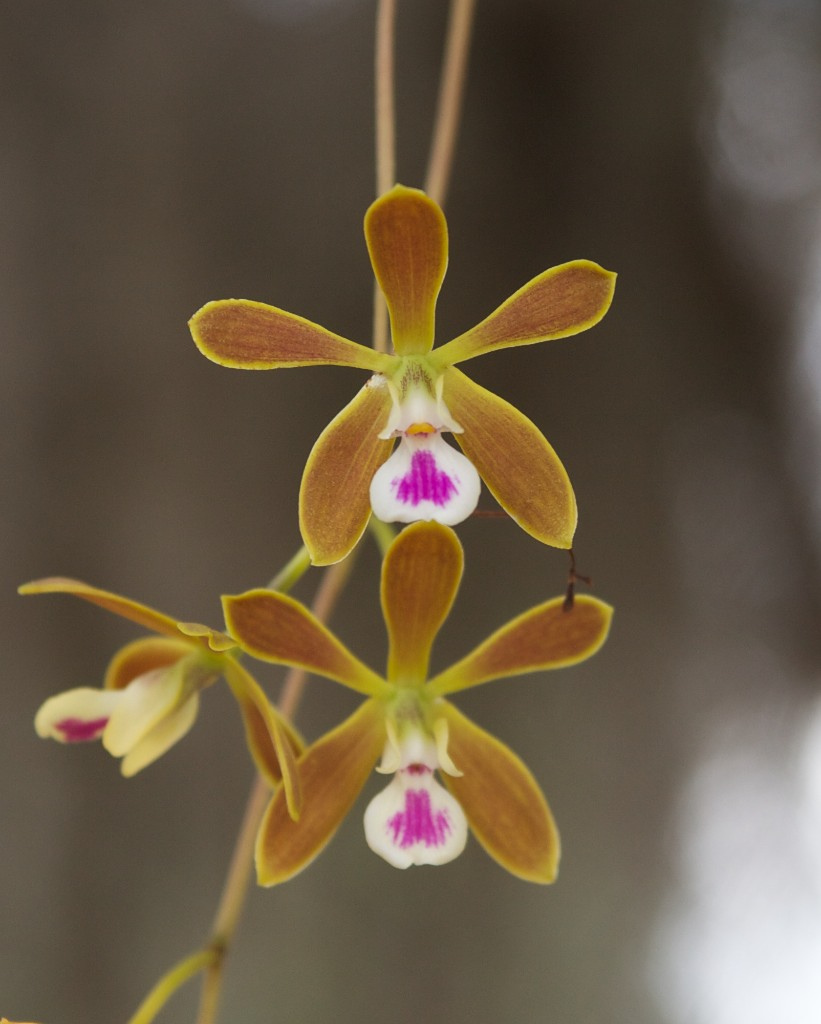
Encyclia tampensis

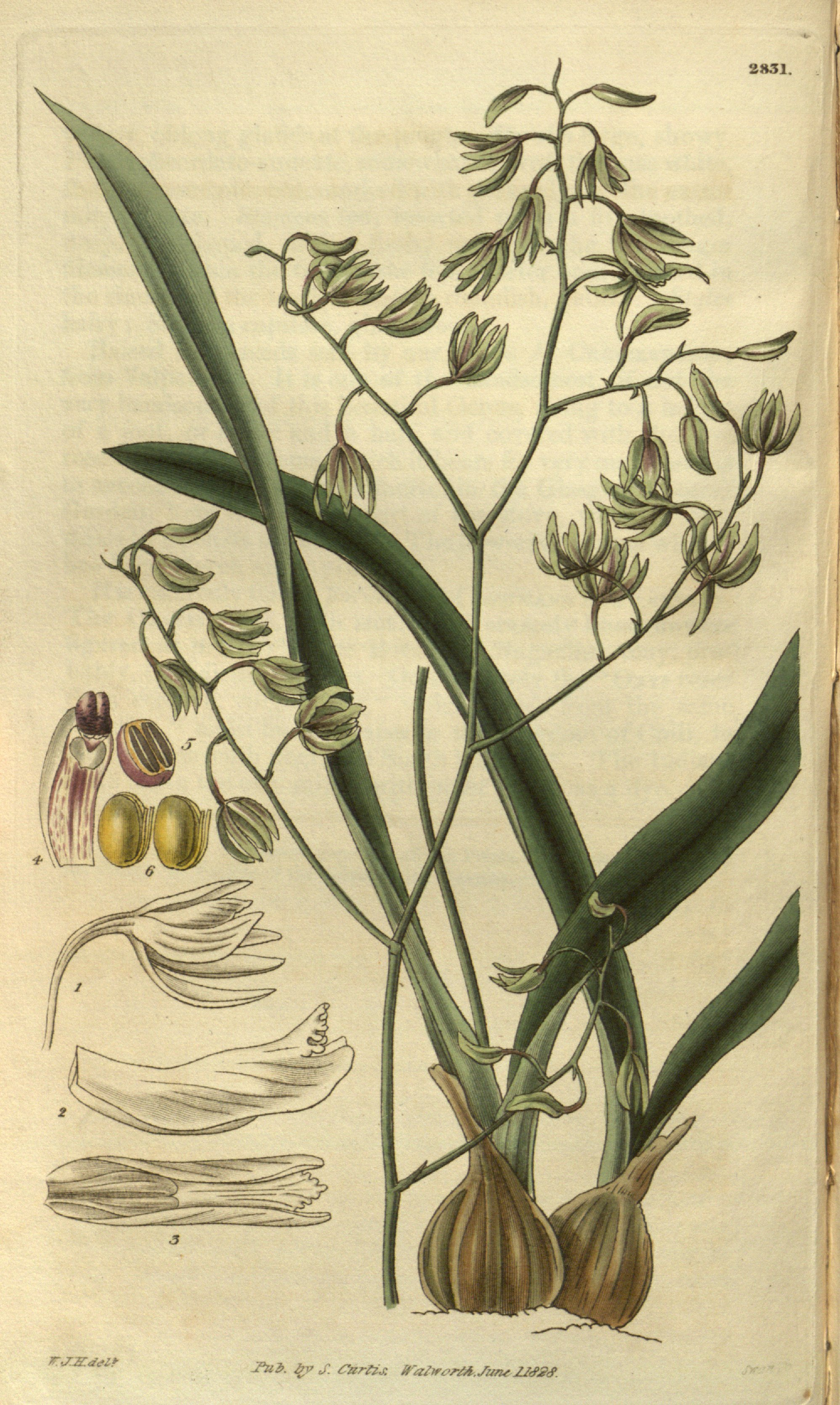
Encyclia viridiflora

- Encyclia advena (Rchb.f.) Porto & Brade
- Encyclia aenicta Dressler & G.E.Pollard
- Encyclia alata (Bateman) Schltr.
- Encyclia albopurpurea (Barb.Rodr.) Porto & Brade
- Encyclia alboxanthina Fowlie
- Encyclia × alcardoi V.P.Castro & Chiron
- Encyclia altissima Schltr.
- Encyclia amazonica Brongn. ex Neumann
- Encyclia ambigua (Lindl.) Schltr.
- Encyclia andrichii L.C.Menezes
- Encyclia angustifolia (Sw.) Schltr.
- Encyclia angustiloba Schltr.
- Encyclia archilae W.E.Higgins
- Encyclia argentinensis (Speg.) Hoehne
- Encyclia aspera (Lindl.) Schltr.
- Encyclia asperula Dressler & G.E.Pollard
- Encyclia atrorubens (Rolfe) Schltr.
- Encyclia auyantepuiensis Carnevali & I.Ramírez

## B
- Encyclia × bajamarensis Sauleda & R.M.Adams
- Encyclia betancourtiana Carnevali & I.Ramírez
- Encyclia bicalhoi V.P.Castro & Bohnke
- Encyclia bipapularis (Rchb.f.) Acuña
- Encyclia bocourtii Múj.Benítez & Pupulin
- Encyclia bohnkiana V.P.Castro & Campacci
- Encyclia bracteata Schltr. ex Hoehne
- Encyclia bractescens (Lindl.) Hoehne
- Encyclia bradfordii (Griseb.) Carnevali & I.Ramírez
- Encyclia bragancae Ruschi

## C
- Encyclia caicensis Sauleda & R.M.Adams
- Encyclia cajalbanensis Múj.Benítez, Bocourt & Pupulin
- Encyclia calderoniae Soto Arenas
- Encyclia × camagueyensis Rodr.Seijo, Gonz.Estév., Sauleda, Risco Vill. & Esperon
- Encyclia candollei (Lindl.) Schltr.
- Encyclia × carbonitensis Campacci
- Encyclia caximboensis L.C.Menezes
- Encyclia ceratistes (Lindl.) Schltr.
- Encyclia chapadensis L.C.Menezes
- Encyclia chiapasensis Withner & D.G.Hunt
- Encyclia chironii V.P.Castro & J.B.F.Silva
- Encyclia chloroleuca (Hook.) Neumann
- Encyclia clovesiana L.C.Menezes & V.P.Castro
- Encyclia contrerasii R.González
- Encyclia cordigera (Kunth) Dressler
- Encyclia cyperifolia (C.Schweinf.) Carnevali & I.Ramírez

## D
- Encyclia dasilvae V.P.Castro & Campacci
- Encyclia davidhuntii Withner & M.Fuente
- Encyclia delacruzii W.E.Higgins & Archila
- Encyclia dichroma (Lindl.) Schltr.
- Encyclia diota (Lindl.) Schltr.
- Encyclia diurna (Jacq.) Schltr.
- Encyclia duveenii Pabst

## E
- Encyclia edithiana L.C.Menezes
- Encyclia elegantula Dressler
- Encyclia euosma (Rchb.f.) Porto & Brade
- Encyclia expansa (Rchb.f.) P.Ortiz

## F
- Encyclia × fabianae B.P.Faria, A.D.Santana & Péres Junior
- Encyclia fehlingii (Sauleda) Sauleda & R.M.Adams
- Encyclia flabellata (Lindl.) B.F.Thurst. & W.R.Thurst.
- Encyclia flava (Lindl.) Porto & Brade
- Encyclia fowliei Duveen
- Encyclia fucata (Lindl.) Schltr.

## G
- Encyclia gallopavina (Rchb.f.) Porto & Brade
- Encyclia garciae-esquivelii Carnevali & I.Ramírez
- Encyclia garzonensis Withner
- Encyclia gonzalezii L.C.Menezes
- Encyclia × gracilis (Lindl.) Schltr.
- Encyclia granitica (Lindl.) Schltr.
- Encyclia guadalupeae R.González & Alvarado
- Encyclia guatemalensis (Klotzsch) Dressler & G.E.Pollard
- Encyclia guianensis Carnevali & G.A.Romero
- Encyclia × guzinskii Sauleda & R.M.Adams

## H
- Encyclia halbingeriana Hágsater & Soto Arenas
- Encyclia hanburyi (Lindl.) Schltr.
- Encyclia hermentiana Brongn. ex Neumann
- Encyclia × hillyerorum Sauleda & R.M.Adams
- Encyclia howardii (Ames & Correll) Hoehne
- Encyclia huebneri Schltr.
- Encyclia huertae Soto Arenas & R.Jiménez

## I
- Encyclia ibanezii Archila & W.E.Higgins
- Encyclia inaguensis Nash ex Britton & Millsp.
- Encyclia incumbens (Lindl.) Mabb.
- Encyclia ionosma (Lindl.) Schltr.
- Encyclia isochila (Rchb.f.) Dod
- Encyclia ivoniae Carnevali & G.A.Romero

## J
- Encyclia joaosaiana Campacci & Bohnke

## K
- Encyclia kennedyi (Fowlie & Withner) Hágsater
- Encyclia kermesina (Lindl.) P.Ortiz
- Encyclia kienastii (Rchb.f.) Dressler & G.E.Pollard
- Encyclia kingsii (C.D.Adams) Nir
- Encyclia × knowlesii Sauleda & R.M.Adams
- Encyclia kundergraberi V.P.Castro & Campacci

## L
- Encyclia leucantha Schltr.
- Encyclia lineariloba Withner
- Encyclia × lleidae Sauleda & R.M.Adams
- Encyclia lorata Dressler & G.E.Pollard

## M
- Encyclia maderoi Schltr.
- Encyclia magdalenae Withner
- Encyclia mapuerae (Huber) Brade & Pabst
- Encyclia maravalensis Withner
- Encyclia marxiana Campacci
- Encyclia meliosma (Rchb.f.) Schltr.
- Encyclia microbulbon (Hook.) Schltr.
- Encyclia microtos (Rchb.f.) Hoehne
- Encyclia monteverdensis M.A.Díaz & Ackerman
- Encyclia mooreana (Rolfe) Schltr.

## N
- Encyclia naranjapatensis Dodson
- Encyclia nematocaulon (A.Rich.) Acuña
- Encyclia nizandensis Pérez-García & Hágsater

## O
- Encyclia obtusa (A.DC.) Schltr.
- Encyclia oestlundii (Ames, F.T.Hubb. & C.Schweinf.) Hágsater & Stermitz
- Encyclia oliveirana Campacci
- Encyclia oncidioides (Lindl.) Schltr.
- Encyclia osmantha (Barb.Rodr.) Schltr.
- Encyclia ossenbachiana Pupulin
- Encyclia oxypetala (Lindl.) Schltr.
- Encyclia oxyphylla Schltr.

## P
- Encyclia pachyantha (Lindl.) Hoehne
- Encyclia paraensis V.P.Castro & A.Cardoso
- Encyclia parallela (Lindl.) P.Ortiz
- Encyclia parviflora Regel
- Encyclia parviloba (Fawc. & Rendle) Nir
- Encyclia patens Hook.
- Encyclia pauciflora (Barb.Rodr.) Porto & Brade
- Encyclia peraltensis (Ames) Dressler
- Encyclia perplexa (Ames, F.T.Hubb. & C.Schweinf.) Dressler & G.E.Pollard
- Encyclia phoenicea (Lindl.) Neumann
- Encyclia picta (Lindl.) Hoehne
- Encyclia pilosa (C.Schweinf.) Carnevali & I.Ramírez
- Encyclia plicata (Lindl.) Schltr.
- Encyclia pollardiana (Withner) Dressler & G.E.Pollard
- Encyclia profusa (Rolfe) Dressler & G.E.Pollard
- Encyclia pyriformis (Lindl.) Schltr.

## R
- Encyclia × raganii Sauleda & R.M.Adams
- Encyclia randii (L.Linden & Rodigas) Porto & Brade
- Encyclia recurvata Schltr.
- Encyclia remotiflora (C.Schweinf.) Carnevali & I.Ramírez
- Encyclia replicata (Lindl.) Schltr.
- Encyclia rosariensis Múj.Benítez, R.Pérez & Pupulin
- Encyclia rufa (Lindl.) Britton & Millsp.
- Encyclia rzedowskiana Soto Arenas

## S
- Encyclia santanae B.P.Faria, Péres Junior & A.D.Santana
- Encyclia santos-dumontii L.C.Menezes
- Encyclia sclerocladia (Lindl. ex Rchb.f.) Hoehne
- Encyclia seidelii Pabst
- Encyclia selligera (Bateman ex Lindl.) Schltr.
- Encyclia serroniana (Barb.Rodr.) Hoehne
- Encyclia silvana Campacci
- Encyclia spatella (Rchb.f.) Schltr.
- Encyclia spiritusanctensis L.C.Menezes
- Encyclia steinbachii Schltr.
- Encyclia stellata (Lindl.) Schltr.
- Encyclia suaveolens Dressler

## T
- Encyclia tampensis (Lindl.) Small
- Encyclia thienii Dodson
- Encyclia thrombodes (Rchb.f.) Schltr.
- Encyclia tocantinensis V.P.Castro & Campacci
- Encyclia trachycarpa (Lindl.) Schltr.
- Encyclia trautmannii Senghas
- Encyclia triangulifera (Rchb.f.) Acuña
- Encyclia tripartita (Vell.) Hoehne
- Encyclia tuerckheimii Schltr.

## U
- Encyclia unaensis Fowlie
- Encyclia uxpanapensis Salazar

## V
- Encyclia viridiflora Hook.

## W
- Encyclia withneri (Sauleda) Sauleda & R.M.Adams

## X
- Encyclia xerophytica Pabst
- Encyclia xipheroides (Kraenzl.) Porto & Brade

## Y
- Encyclia yauaperyensis (Barb.Rodr.) Porto & Brade

## Z
- Encyclia zaslawskiana Campacci